# Larche, Alpes-de-Haute-Provence
Larche är en kommun i departementet Alpes-de-Haute-Provence i regionen Provence-Alpes-Côte d'Azur i sydöstra Frankrike. Kommunen ligger  i kantonen Barcelonnette som ligger i arrondissementet Barcelonnette. År 2018 hade Larche 57 invånare.

## Befolkningsutveckling
Antalet invånare i kommunen Larche
Referens: INSEE